# Nadi

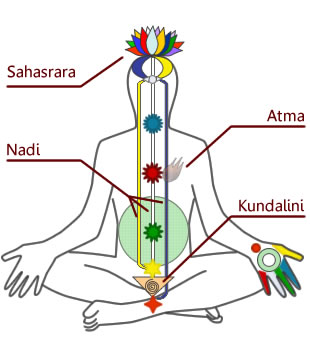
Diagrama com os três principais Nāḍīs: suṣumṇā, īḍā e piṅgalā

A palavra nāḍī (नाडी, em sânscrito) vem da raiz nāḍ, e significa rio, córrego, ou fluxo do nāḍa. As nāḍīs são os canais pelos quais circula a força vital no corpo sutil.

## Definição
Uma nāḍī (plural: nāḍīs) é uma formação de energia na forma de canal na qual o prāṇa flui e pode se conectar  aos cakras. Ele ainda não é aceito pela comunidade científica.  Elas começam do centro dos cakras e fluem para a periferia se tornando cada vez mais finas, tendo uma função extra sensorial, causando em parte as respostas empáticas e instintivas.
O primeiro lugar em que o sistema das nāḍīs aparece na literatura do Yoga é a Kaṭhopaniṣad, do século VIII aC, que diz: 
शतं चैका च हृदयस्य नाड्य- स्तासां मूर्धानमभिनिःसृतैका । तयोर्ध्वमायन्नमृतत्वमेति विष्वङ्ङन्या उत्क्रमणे भवन्ति ॥ १६ ॥
śataṁ caikā ca hṛdayasya nāḍyastāsāṁ mūrdhānamabhiniḥsṛtaikā | tayordhvamāyannamṛtatvameti viṣvaṅṅanyā utkramaṇe bhavanti ||
“A partir do coração, surgem os cento e um caminhos (nāḍīs) da força vital. Um deles conduz ao topo da cabeça. Esse caminho conduz à imortalidade. Os outros, à morte”. ( CU 8.6.6 )

## Função e Ativação
As nāḍīs são usadas para levar a energia de força vital (prāṇa), através do corpo. Elas são ativas quando circulam dentro do canal piṅgalā , e passivas quando circulam dentro da Ida . Quando ativada a kuṇḍalinī circula dentro do canal suṣumṇānāḍī..
As nāḍīs īḍā e piṅgalā são relacionadas aos dois hemisférios do cérebro. Piṅgalā conduz a energia de polaridade solar e corresponde ao lado direito do corpo e ao hemisfério esquerdo do cérebro. Īḍā é o canal lunar e corresponde ao lado esquerdo do corpo e do lado direito do cérebro. As nāḍīs desempenham um papel nas respostas empáticas, intuitivas e instintivas.
Estas duas nāḍīs são estimuladas através de diferentes práticas de prāṇāyāma. A respiração ritmada e as técnicas respiratórias especiais influenciam o fluxo dessas correntes energéticas. De acordo com este tipo de interpretação as técnicas de respiração purificam e desenvolvem as correntes energéticas e os exercícios respiratórios especiais, cujo objetivo é despertar a kuṇḍalinī. 

## Principaisnāḍīse seu número
Existe uma indefinição nos tratados quando ao número de nāḍīs. Na Śiva Saṁhitā fala-se de 350000 nāḍīs. Já a Haṭhayoga Pradīpikā menciona 72000. 
Na prática do Yoga são relevantes, entretanto, somente as três principais: suṣumṇā, īḍā e piṅgalā.
- A suṣumṇā, é o mais importante dos canais de energia. Ela segue o alinhamento do merudaṇḍa (Meru: a montanha que é o eixo do mundo na mitologia hindu), o eixo da coluna vertebral (cérebro-espinhal) e flui da extremidade inferior da mesma até chegar ao topo da cabeça, na coroa craniana. Suṣumṇā é descrita como sendo de cor vermelha, a cor do fogo.
- As nāḍīs da īḍā e piṅgalā são frequentemente relacionados aos dois hemisférios do cérebro. 
  - Piṅgalā é o princípio masculino (aquecendo-se para acima, tem como qualidades a extroversão e a energização). É a nadi solar, e corresponde ao lado esquerdo do cérebro.
  - Īḍā  é o o princípio feminino (tranquilizando para baixo, tendo como qualidades a introversão e a serenidade). É a nadi lunar, correspondendo ao lado direito do cérebro.

Estas duas nāḍīs são purificadas com a prática do nāḍīsodhāna prāṇāyāma, que consiste em respirar alternadamente através das narinas esquerda e direita, exercício que estimula respectivamente os hemisférios direito e esquerdo do cérebro. A extensão destes canais vitais é considerado ora até os limites da pele, ora até o limite da aura ou espaço vital. Outras nāḍīs relevantes na literatura do Yoga são: gaṇḍhārī, hastijihva, puśa, yaśaśviṇī, alambuṣa, kuhu e śakiṇī. .